# Paramento (arquitectura)

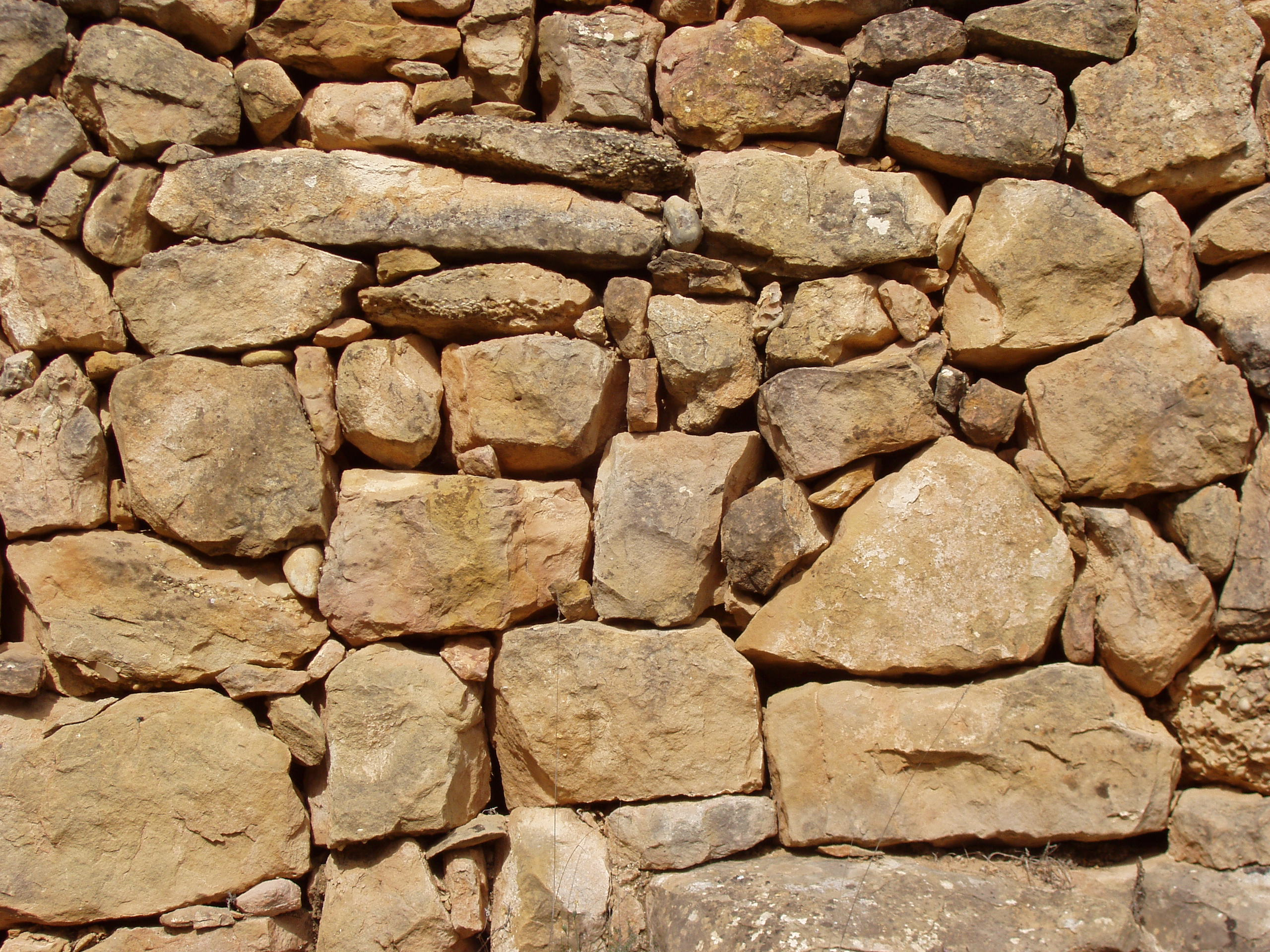
El paramento define lo vertical de una construcción.

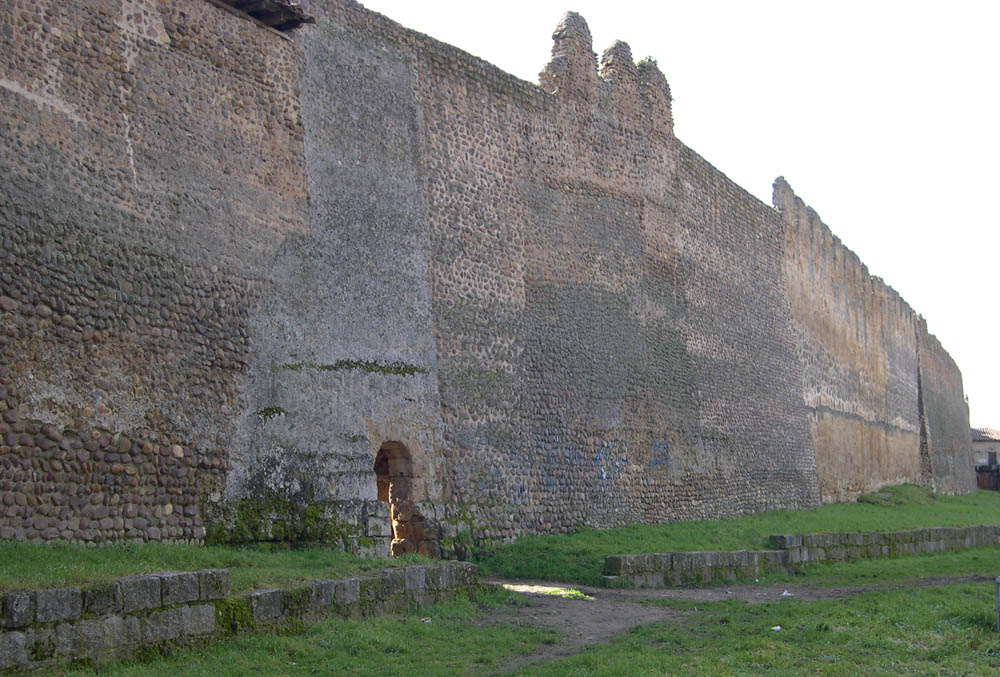
Paramento exterior de la muralla de Mansilla de las Mulas, España.

Un paramento es cada una de las caras de todo elemento constructivo vertical, como paredes o lienzos de muros. En muchas ocasiones se hace referencia al paramento como la superficie de un muro. La cara que mira al exterior del edificio, o superficie, se denomina paramento exterior. En ingeniería hidráulica, se define como paramento al muro de contención de las represas.

## Características
En cantería y albañilería, se llama paramento a cada una de las caras de que constan las piedras o ladrillos que componen los arcos, ventanas y muros. En particular, se llama así a las que están haciendo frente y espalda en el arco llamadas respectivamente paramento anterior y paramento posterior. Dependiendo del material empleado, y de su tratamiento, se define como característica propia de los paramentos la textura. Dicha textura dependerá del tratamiento dado a los elementos constructivos, labrado de la piedra (paramento de cantería), ladrillos empleados, etc. Los paramentos pueden ser funcionales, o estar decorados con ornamentos diversos.

## Tipos
Al igual que existen paramentos exteriores e interiores al edificio (generalmente expuesto a las inclemencias del tiempo). Se distingue como paramento del plomo a la cara que sirve como guía al albañil para dar la dirección vertical del muro, y trasplomo a la opuesta.